# Corbera d'Ebre
Pour les articles homonymes, voir Ebre (homonymie).
Corbera d'Ebre est une commune de la province de Tarragone, en Catalogne, en Espagne, de la comarque de Terra Alta

## Personnalités

### Jumelage
- Rimont (France) (Ariège).